# Julij Borisovič Chariton
Julij Borisovič Chariton (rusky Юлий Борисович Харитон; 27. února 1904 – 18. prosince 1996) byl sovětský, později ruský fyzik pracující v oblasti jaderné energie. Byl konstruktérem sovětské atomové bomby a po mnoho let pracoval v sovětském jaderném programu.

## Život
Narodil se v Petrohradu do židovské rodiny, jeho matka byla herečka, otec novinář pracující pro noviny Konstitučně demokratické strany.  V roce 1922 byl Leninovým dekretem Charitonův otec deportován do Lotyšska, kde pracoval pro emigrantské noviny. Po anexi Lotyšska Sovětským svazem byl zatčen NKVD a zemřel v gulagu.  Charitonova matka rovněž emigrovala, pobývala v Palestině. Poté, co Chariton vstoupil do sovětského jaderného programu, měl zakázáno se s matkou stýkat a korespondovat. 
Studoval na polytechnickém institutu v Leningradu pod vedením Abrama Ioffeho, poté přešel na univerzitu v Cambridgi, kde pod vedením Ernesta Rutherforda získal doktorát.
V letech 1931 - 1946 byl vedoucím explozivní laboratoře v Ústavu chemické fyziky. V roce 1935 se stal doktorem matematických a fyzikálních věd. Společně s Jakovem Zeldovičem prováděl experimenty s řetězovou reakcí uranu. V roce 1953 byl zvolen plným členem Sovětské akademie věd.

## Ocenění
Třikrát získal řád Hrdina socialistické práce, šestkrát Leninův řád, dále získal Řád Říjnové revoluce nebo Leninovu cenu.